# Štefan Hadalin
Štefan Hadalin, född 6 juni 1995, är en slovensk alpin skidåkare som debuterade i världscupen den 8 mars 2014 i Kranjska Gora i Slovenien. Vid världsmästerskapen i alpin skidsport 2019 vann Hadalin silver i alpin kombination.
Han deltog vid olympiska vinterspelen 2018.